# Fight Like a Brave
Singles de Red Hot Chili Peppers
Hollywood (Africa)
(1985) Me and My Friends
(1987)
Fight Like a Brave est le premier single extrait du troisième album des Red Hot Chili Peppers, The Uplift Mofo Party Plan.
Si on en croit l'autobiographie d'Anthony Kiedis Scar Tissue, la chanson parle de la difficulté à surmonter ses problèmes de drogue. Le chanteur était tellement dépendant qu'il a été viré du groupe. Il est donc parti dans le Michigan pour retrouver sa mère et a intégré là-bas un groupe de soutien mais prenait cela à la légère dans un premier temps. Il a commencé à considérer ces réunions sérieusement lorsqu'il a compris que ces groupes étaient constitués de personnes comme lui qui essayaient simplement de s'entraider. Il a appelé son ami Flea pour lui dire qu'il était débarrassé de ses problèmes, le bassiste l'a alors invité à rejoindre le groupe, c'est dans l'avion du retour que Kiedis a écrit les paroles de cette chanson.
On retrouve aussi la chanson sur la bande originale du jeu vidéo Tony Hawk's Pro Skater 3. Vers les 1:56 On entend une promo de Uplift Mofo Party Plan.

## Clip
Étant un de leurs premiers, le clip de ce morceau reste assez sobre par rapport à ceux de leurs derniers albums (Warped de One Hot Minute, ou Around the World de Californication).
La vidéo commence dans une rue sombre où s'affrontent plusieurs vagabonds. Le groupe arrive dans une voiture qui vient s'écraser sur un amas de poubelles, et ils apparaissent à l'écran en tombant, lors du cri sauvage et générale (quelques secondes après le début du morceau). Ils commencent à danser tout en chantant, on les aperçoit rapidement sur une scène, et le refrain commence.
Ils sont ensuite placés dans divers situations loufoques : sur une estrade, en train de tenir un discours qui se termine en bataille d'eau, dans un parc autour d'un fontaine en train de danser avec des indiens, dans une voiture poursuivie par des filles (lors du break "parlé" d'Anthony), dans une conférence internationale (où chacun des membres est déguisé en militaire) et enfin dans un espace vert parsemé de palmiers, où le groupe est habillé en soldats de fanfares et accompagné par un public considérable, portant des tee-shirts et des banderoles a leur effigies ou celle de l'album.

## Versions du single

### Single 7"
1. "Fight Like a Brave" - 3:53
2. "Fire" - 2:01

### Single 12"
Face A
1. "Fight Like a Brave" - Mofo Mix

Face B
1. "Fight Like a Brave" - Knucklehead Mix
2. "Fire"

### Single "Not Our Mix"
Face A
1. "Fight Like a Brave" - Not Our Mix
2. "Fight Like a Brave" - Boner Beats

Face B
1. "Fight Like a Brave" - Mofo Mix
2. "Fire"